# 春野恵子
春野 恵子（はるの けいこ、1973年7月22日 - ）は、東京都文京区出身の浪曲師、元女優・タレント。公益社団法人浪曲親友協会理事。父は獣医師、農学者の唐木英明。姉は弁護士・経営コンサルタントの唐木明子。
白百合学園中学校・高等学校卒業、東京大学教育学部体育学健康教育学科卒業。身長164cm、血液型はA型。

## 来歴・人物
4歳から6歳まで米国テキサス州ダラスで過ごす。小学校の同級生には角田晃広（東京03）がいる。相撲や時代劇、ミュージカルが好きな少女として学生時代を送る。東京大学文科三類に合格。後に同教育学部に進学。
卒業後、出版社に勤めたが、役者を目指して退社。4つのアルバイトを掛け持ちながらダンスや歌のレッスンを重ねオーディションを受け続ける。その中に「進ぬ!電波少年」があり、企画シリーズ「電波少年的東大一直線」において、お笑い芸人坂本ちゃんの「家庭教師・ケイコ先生」として人気を得た。
企画終了後は、本名の唐木恵子の名でドラマ、CM、司会、バラエティ番組などに出演するが、元々舞台での役者志望であり、タレント活動は本意ではなく思い悩んでいた所、浪曲と出会い感銘を受け浪曲師の道を歩む事を決意。2003年、上方の女流第一人者の二代目春野百合子に国立文楽劇場の楽屋に押し掛けで弟子入り志願する。当初弟子入りを断られるが、東京から夜行バスでの通い稽古を続けた後、二代目春野百合子門下に入門。東京の芸能界も引退し、大阪に活動拠点を移し修行を重ねる。弟子入りの際には髪の毛を3ミリ坊主にして入門した。
2022年12月、大阪商業大学主催のシンポジウムと直後の自身のツイッター上において、春野自身がシングルマザーであり、現在10月に18歳になった息子がいる事を明らかにした。これまで公表を控えていた理由に関しては「師匠のお考えにより公表しなかった」事、また息子の存在を公表するに至った理由に関しては「今年(2022年)10月に息子が18歳の誕生日を迎え成人した事」と説明している。
2023年9月、大阪府から千葉県に転居。大阪でも引き続き公演活動を続ける。

## 浪曲師としての活動
2006年3月19日に春野恵子の芸名で、「堺浪曲新風亭」にて初舞台。「出世太閤記・秋風矢矧の橋」を披露した。浪曲舞台におけるテーブル掛け（演台に掛ける布）のデザインはピエト・モンドリアンの『赤・青・黄のコンポジション』が元になっている。
2007年には、2代目京山幸枝若の勧めで、新しい世代の活性化を目指し、幸いってん、菊地まどか、一風亭初月、沢村さくら等、若手浪曲師と三味線の曲師で構成された「新星浪曲☆新宣組」を結成しギャラリーやカフェなどでも活動する。
また同年、玉川奈々福、菊地まどかと共に「浪曲乙女組！」を結成。木馬亭で旗揚げ公演。2008年には新宿コマシアターアプルなどで公演。
本業の浪曲師以外にも2007年度から開始のサンテレビジョンのニュース番組「ニュース・シグナル」でコメンテーターを担当し、以来、様々なニュース・情報番組にも出演している。　
2008年、「上方演芸ホール」（NHK総合・BS2）に出演。浪曲師として全国放送に出演。読売テレビの討論バラエティ『たかじんのそこまで言って委員会』にゲストパネラーとして出演。
2009年、テレビ朝日系のクイズ番組『クイズプレゼンバラエティー Qさま!!』に助っ人解答者として出演。三遊亭白鳥との会で「流山の決闘」を浪曲で語る。上方落語家が総出演した、桂あやめ監督映画「あなたのためならどこまでも」(月亭八光主演)に出演。
2011年、一心寺シアター倶楽の つかこうへい追悼企画『飛龍伝』において神林美智子役で主演。11月には二代目京山幸枝若をゲストに迎え『京山幸枝若が春野恵子をシゴく会』を開催。10公演で10本のネタを敢行した。所属する浪曲親友協会の理事に就任。
2012年、『春野恵子の武者修行 十五番勝負』と題した15公演を敢行。インターネットラジオ『春野恵子 演芸 THE RING』開始。大阪文化振興に貢献、かつ将来の大阪文化を担うべき人材に対し大阪市から贈られる咲くやこの花賞（大衆芸能部門）を受賞。
2013年 、山本能楽堂で開催されている「上方伝統芸能ナイト」において『番町皿屋敷〜お菊と播磨〜』を全編を英語で上演（英題『Kiku＆Harima in BANCHO SARAYASHIKI』）。浪曲史上初の試みとなった。
2014年、演芸界では前例の無いクラウドファンディングによりニューヨークでの浪曲公演を実現。 その後、中国(アモイ)、ドイツ(ベルリン)、ロシア(ウラジオストク)での公演などで公演した二代目京山幸枝若の弟子である京山幸太との二人会『春野恵子が京山幸太を可愛がる会』を催す。
2015年、日本中に元気を与えた関西の人々や団体に贈られる関西元気文化圏賞の「ニューパワー賞」を受賞。4月、中国北京にて三ヶ所(中国人民大学、北京外国語大学日本学研究センター、北京第二外国語大学)で公演を開催。5月、浪曲初心者にも受け入れやすい浪曲会という趣旨で、京山幸枝若、京山幸太と共に毎月一回『浪花（なには）ともあれ浪曲三人舞台（ざんまい）』を開催。7月に東京で『第1回 春野恵子の会』の開催を企画。2度目のクラウドファンディングにて9月イタリア・ローマ、10月ブラジル・サンパウロ、11月アメリカ・ニューヨークで公演を行い、３公演合わせて675名が訪れる。12月にもロシア・モスクワで公演した。
2016年
京山幸枝若、京山幸太との月一公演を継続しながら、新たな表現への挑戦としてロック浪曲と銘打ちロックの名曲に乗せて浪曲の物語を歌うイベント『ロウキョックンロール』を大阪と東京で開催する。9月モンゴル・ウランバートル、10月には3度目のクラウドファンディングにも成功し、自身4度目となるアメリカ・ニューヨーク公演を開催、同月昨年に続いてロシア・モスクワ音楽院での公演をした。
2022年7月、「浪曲三人舞台」の公演を予定していたが、新型コロナウィルス感染のため代演となった。
2025年1月、関西を拠点とする浪曲親友協会に所属しながら東京拠点の日本浪曲協会にも所属する天中軒雲月（当時日本浪曲協会会長）の勧めもあり、雲月と同じく日本浪曲協会にも加入した。

### 演目
- 『番町皿屋敷〜お菊と播磨〜』（岡本綺堂 原作）
- 『おさん茂兵衛』（近松門左衛門 原作）
- 『女殺油地獄』（近松門左衛門 原作）
- 『樽屋おせん』（井原西鶴 原作）
- 『お夏清十郎』（井原西鶴 原作）
- 『天狗の女房』
- 『高田馬場』
- 『梶川大力の粗忽』
- 『神田松五郎』
- 『両国夫婦花火』
- 『出世太閤記-秋風矢矧の橋-』
- 『田宮坊太郎』
- 『藤十郎の恋』（菊池寛 原作）
- 『斎藤内蔵助-落花恨みなし-』
- 『壷坂霊験記』
- 『阿波の踊り子』
- 『落城の淀君』
- 『乃木将軍の墓参り』
- 『梅川忠兵衞』
- 『五郎正宗』
- 『幸助餅』
- 『袈裟と盛遠』
- 『夫婦善哉』
- 『親鸞上人京日記』
- 『新作浪曲「平成女事情」』（くまざわあかね 脚本）
- 『英語浪曲「Kiku＆Harima in BANCHO SARAYASHIKI」』
- 『杉原千畝物語』
- 『籠釣瓶百人斬』
- 『貝賀弥左衛門』
- 『新作浪曲「吉村虎太郎伝」』（くまざわあかね 脚本・舟久保藍 監修）

ほか

### 浪曲公演
定期出演
- 「上方演芸特選会」＠国立文楽劇場
- 「浪曲錬声会」＠国立文楽劇場
- 「上方伝統芸能ナイト」＠山本能楽堂
- 「一心寺門前浪曲寄席」＠一心寺・南会所
- 「天満天神繁昌亭」
- 「浪曲タイフ〜ン！」 - 玉川奈々福との共同イベント[14]
- 「浪花(なには)ともあれ浪曲三人舞台(ざんまい)」＠千日亭 2015年5月～9月、2016年4月～9月、毎月最終火曜に開催。京山幸枝若、京山幸太との三人会
- 「唸ろう！語ろう！浪曲NIGHT」＠千日亭 2015年10月～2016年3月、2016年10月～、毎月最終火曜に開催。京山幸枝若、京山幸太との三人会

単発公演
- 「京山幸枝若が春野恵子をシゴく会」＠シアターセブン BOX I (2011年) - 7日間10公演でネタ10本[15]
- 「春野恵子の武者修行 十五番勝負」＠シアターセブン BOX I (2012年) - 15日間15公演でネタ15本[16]
- 「恵子＆初月の東京・浪曲巡業の旅」(2012年)
- 「春野恵子が玉川太福を応援する会」＠シアターセブン (2013年)
- 「入門十周年記念 春野恵子浪曲会」＠山本能楽堂 (2013年) 平成女事情、樽屋おせんを披露
- 「春野恵子の武者修行 11番勝負！ in TOKYO」＠経堂・さばのゆ (2014年) - 6日間6公演でネタ11本
- 「春野恵子が京山幸太を可愛がる会」＠シアターセブン BOX I (2014年) - 4日間4公演でネタ4本[17]
- 「第二回春野恵子浪曲会」＠山本能楽堂 (2015年) 神田松五郎、天狗の女房を披露
- 「春野恵子の洋楽一直線！ ～浪曲POPS偉人伝 The Live～」＠梅田ROYAL HORSE(2016年) ラジオ大阪「TOP POP MUSIC」内の同名コーナーのライブ版。洋楽アーティストを浪曲に乗せて紹介し、その曲を歌う企画。

### 出演番組
- 「上方演芸ホール」NHK総合・BS2
- 「NHK東西浪曲特選」NHK総合
- 「笑いがいちばん」NHK総合
- 「ラジオ深夜便」NHKラジオ
- 「今夜も大入り!渋谷・極楽亭」NHKラジオ
- 「聞かナ!しゃべらナ!!関西“音”カルチャー」NHKラジオ
- 「LIFE〜夢のカタチ〜」朝日放送
- 「ニューススクランブル」読売テレビ
- 「ちちんぷいぷい」毎日放送
- 「おはよう浪曲」ABCラジオ
- 「ちょっといい話」ABCラジオ
- 「今日は一日“カントリー”三昧2011」NHK-FM
- 「スクールライブショー」NHK　Eテレ
- 「J-WAVE TOKYO MORNING RADIO」J-WAVE
- 「くにまるジャパン」文化放送
- 「志の輔ラジオ 落語DEデート」文化放送
- 「押尾コータローの押しても弾いても」毎日放送
- 「第88回平成紅梅亭」読売テレビ
- 「ケイコ先生＠NY浪曲」テレビ大阪 (2014年 NY公演のドキュメンタリー)[18]

ほか

## 出演

### テレビ

#### 現在
- 「堺シティレポ」（J:COM堺局、案内役・ナレーション）
- 「ぐっさん家〜THE GOODSUN HOUSE〜」（東海テレビ、ナレーション、2016年10月1日 - ）
- 「バラエティー生活笑百科」（NHK総合テレビジョン、不定期出演）

#### 過去
レギュラー
- 「進ぬ!電波少年」（日本テレビ）[2]
- 「リアルタイム」（毎日放送、2001年10月 - 2002年3月）キャスター
- 「ニュース・シグナル」（サンテレビ）水曜日コメンテーター
- 「ゆうドキッ!」（奈良テレビ、2009年4月 - 2010年3月）パーソナリティ
- 「かんさい情報ネットten!」（読売テレビ、2009年4月 - ）月曜コメンテーター[1]
- 「ひるカフェ」（サンテレビ、2010年4月2日 - 2012年3月30日）MC
- 「NEWSゆう+」（朝日放送、2010年9月 - 2011年）コメンテーター[1]
- 「サイエンスチャンネル」（スカパー!）
- 「ビジネス新伝説 ルソンの壺」（NHK総合・大阪放送局制作） ナビゲーター

ゲスト
- 「クイズプレゼンバラエティー Qさま!!」（テレビ朝日）[1]
- 「たかじんのそこまで言って委員会」（読売テレビ）[1]
- 「笑っていいとも!（フジテレビ）
- 「はなまるカフェ」（TBS）
- 「おしゃれカンケイ」（日本テレビ）
- 「メレンゲの気持ち」（日本テレビ）
- 「関口宏の東京フレンドパークII」（TBS）
- 「痛快!明石家電視台」（毎日放送）
- 「THE夜もヒッパレ」（日本テレビ）
- 「ウッチャンナンチャンのウリナリ!!」（日本テレビ）
- 「ダウンタウンDX」（読売テレビ）
- 「カキューン!! ヘベロケ」（関西テレビ）
- 「超豪華!!スタア同窓会」（日本テレビ）
- 「1番ソングSHOW 日テレ60年伝説番組が生んだ名場面&名曲大連発スペシャル」（日本テレビ、2013年5月15日）
- 「大人の極上ゆるり旅」（テレビ東京）[1]
- 「有田とマツコと男と女」（TBS）
- 「カツヤマサヒコSHOW」（サンテレビ）

### ラジオ

#### 現在
- 「TOP POP MUSIC 『浪曲ポップス偉人伝』コーナー担当」（ラジオ大阪、ミュージックテラー）

#### 過去
レギュラー
- 「ラジオの街で逢いましょう」（ラジオ関西パーソナリティ）
- 「春野恵子 演芸 THE RING」（ソラトニワ、パーソナリティ）
- 「BIG SPECIAL」（FM OSAKA、DJ、2014年4月 - 2015年3月）

ゲスト
- 「福山雅治のオールナイトニッポンサタデースペシャル・魂のラジオ」（ニッポン放送）

### テレビドラマ
- 「救命病棟24時 第2シリーズ」（フジテレビ）[2]
- 「スタアの恋」（フジテレビ）[1]
- 「暴れん坊将軍12」　第1話「美しき狙撃者！和歌山城燃ゆ！！」ゲスト出演（テレビ朝日）
- 「またのお越しを」（TBS）
- シリーズ・横溝正史短編集Ⅱ 金田一耕助 踊る！『犬神家の一族』（NHK）
- 「よい子の味方 〜新米保育士物語〜」2003年2月1日ゲスト出演（日テレ）

### 映画
- 「あなたのためならどこまでも」（2009年桂あやめ監督作品）[1]

### CM
- 「エフティ資生堂」（ホワイトアップ）[1]
- 「ハウス食品」（ハウス豆腐グラタン）[1]
- 「斉藤ホテル」

## 演劇舞台
- 2008年 朝宮真由Presents『WILL〜明日への扉〜』
- 2009年 京橋花月『CROSS CONNECTION 〜クロス コネクション〜』
- 2010年 桂春蝶劇団『らくだ×キャメル』
- 2011年 一心寺シアター倶楽プロデュース つかこうへい追悼企画『飛龍伝』 - 主演：神林美智子役[19]
- 2011年 立川志らく劇団・下町ダニーローズ「演劇らくご『ヴェニスの商人?』〜火焔太鼓の真実〜」
- 2012年 ピースピット『TRINITY THE TRUMP』 - ジュリアン役[20]
- 2012年 第17回女性芸術劇場『光をあつめて』
- 2013年 - 2014年 南河内万歳一座『満月』 - 浪曲をうなる霊媒師役[21]
- 2014年 吉本新喜劇 佐藤太一郎企画その8『風のピンチヒッター’14』 - 三高野球部監督サカモト役
- 2014年 伊藤えん魔プロデュース『百物語2014』 - 日替わりゲスト(2014/06/17のみの出演)
- 2014年 DOORプロデュース②『女子芸人』（原作・神田茜） - 主演：漫才師サクラ姉妹・平のコトリ役[22]
- 2015年 ドナ研プロデュース『禁断の朗読カフェ』男と女の朗読対決[23]
- 2016年 ゲキバカ『ごんべい』2016 - 鶴屋南北役[24]
- 2016年 AR PRESENTS『テノヒラサイズの人生大車輪』2016夏祭り！＠ABCホール
- 2016年 近代演劇倶楽部2016年度公演『恩讐の彼方に』＠門真市ルミエールホール - お弓役
- 2016年 女芸人たちの『大奥』〜咲くやこの花 上方の乱〜
- 2017年 ファミリーミュージカル『さよなら、五月』＠吹田メイシアター - サツキ100役
- 2017年 中川雅夫どんちょう会　二十五周年記念　第四十回公演『ウソもほうべん』＠国立文楽劇場 - 遊女・吾妻役
- 2017年 AR PRESENTS『テノヒラサイズの人生大車輪』'17＠ABCホール
- 2017年 PROJECT真夏の太陽ガールズ2017『キラメキ〜私はトビウオ、あなたは太陽〜』＠HEP HALL - シンクロナイズドスイミングクラブ・水原コーチ役[25]

## ディスコグラフィ
アルバム
|                                                                                           | 発売日       | 規格 | タイトル   | 収録曲                                                                                                | レーベル・品番               | 備考 |
| ----------------------------------------------------------------------------------------- | ------------ | ---- | ---------- | --- | ---------------------------- | ---- |
| 1                                                                                         | 2017年9月6日 | CD   | 浪曲でいず | 全3曲 \| 1. 出世太閤記 ~秋風矢矧の橋~ 2. 両国夫婦花火 3. 番町皿屋敷 ~お菊と播磨~ (English version) \| | Deflectial Records DDCZ-2178 |      |
| 1. 出世太閤記 ~秋風矢矧の橋~ 2. 両国夫婦花火 3. 番町皿屋敷 ~お菊と播磨~ (English version) |              |      |            | |                              |      |

## 著書
- 「受験坂本ちゃん屁の河童」ケイコ先生、日本テレビ放送網、2001
- 「ケイコ先生の合格のルール」唐木恵子、和田秀樹監修、朝日出版社、2001

## 連載
- 月刊大相撲
- Tarzan
- 読売新聞「日だまりカフェ」（2013年）